# Svislač (Hrodenská oblast)
Svislač (bělorusky Свіслач, rusky Свислочь, Svisloč, polsky Świsłocz) je město Hrodenské oblasti Běloruska, administrativní centrum Svislackého rajónu, při pramenu řeky Svislač v povodí Němenu.
Nachází se 90 km jižně od města Hrodna, 3 km od stejnojmenné stanice na trati ve směru Vaŭkavysk — Svislač. Silnicí je propojeno s městy Hrodna, Vaŭkavysk, Porazava. V roce 2006 zde žilo 7,4 tisíce obyvatel.

## Název
Místní jméno „Свіслач“ je zřejmě vytvořeno z názvu řeky. Na druhé straně má odpovídající hydronymum má jotvingský původ a znamená „bažiny“, „vlhkost“. Název města se váže s řekou Visla, odkud se přesouvaly slovanské kmeny nebo s řekou Svislač, levým přítokem Němenu.

## Historie
První písemná zmínka o městě Svislač je obsažena v Ipatěvském letopise a datuje se do roku 1256. V letopise je napsáno: „Поиде Данило на Ятвязе с братом и сыном Львомъ и с Шварном младоу соушоу емоу и посла по Романа в Новъгородонъ и со Изяславом со Вислочьскимъ и со всего сторонеи приде Самовить со Мазовшаны и помочь о Болеслава со Соудимирцы и Краковляны.“
Ve 13. století se město Svislač stalo hlavním městem nezávislého knížectví, které bylo později začleněno do Litevského velkoknížectví. Později se osada ve vlastnictví velkovévodů a v roce 1507 se stalo centrem Svislackého starostva Vaŭkavyského povětu. V roce 1523 byl Svislači udělen status městečka. Od roku 1563 městečko vlastnil Jan Chodkiewicz, který v roce 1572 přejmenoval Svislač na Ljachavičy.
V polovině 16. století přešlo na rod Zaslaŭských, v roce 1581 bylo zase vlastnictví rod Chodkiewiczů. Od roku 1666 let patřilo pruskému šlechtici Krishpin-Kirshensteinu. V roce 1668 byl zde postaven kostel zasvěcený svaté Trojici, vedle kterého byla v provozu farní škola. Byla založena také řeckokatolická církev Anděla Strážce.
V roce 1778 město Svislač přešlo do majetku Vincenta Tyszkiewicze, senátora Litevského velkovévodství, který si vzal neteř krále a velkovévody Stanisława Augusta Poniatowského. Nový majitel zahájil rekonstrukci města, umístil do centra města trh, založil zoo, divadlo s kaplí, park. V roce 1793 Svislač přešlo na území Hrodenského vojvodství. Ke konci 18. století zde byly uspořádány velké veletrhy.
V důsledku třetího rozdělení Polska (1795) se město Svisloč ocitlo na území Ruské říše, v Slonimské v poté v Litevské gubernii. Od roku 1801 bylo město centrem Vaŭkavyské volosti Hrodenské gubernie. V roce 1804 zde Vincent Tyszkiewicz založil gymnázium, které bylo v roce 1851 přeměněno na dvořanskou školu. Mezi její žáky patřili např. Kastuš Kalinoŭski, Vosip Kavaljeŭski, Napoleon Orda, Józef Ignacy Kraszewski, Romuald Traugutt. V roce 1833 zde stála 1 kamenná budova a 146 dřevostaveb.
V dobách Povstání v Polsku, Litvě a Bělorusku v letech 1863—1864 se město Svislač stalo místem rozepří mezi povstaleckými oddíly a ruskými odvetnými vojsky. Podle sčítání lidu (1897) mělo městečko 526 domů (24 kamenných a 502 dřevěných), 6 koželužen, pivovarnické a medovarnické podniky a venkovskou nemocnici.
Během první světové války v letech 1915—1918 bylo město obsazeno německými vojsky. V důsledku Rižského míru (1921) se městečko ocitlo na území meziválečné Polské republiky, kde zaujímalo status centra gminy. Za polské nadvlády zde bylo několik běloruských národně-osvobozeneckých organizací.
V září 1939 město přistoupilo k běloruské SSR. V lednu 1940 si získalo oficiálně status sídla městského typu a stalo se centrem jednoho z rajónu Bjelastocké oblasti. Během druhé světové války od 26. června 1941 do 17. července 1944 bylo pod německou okupací. V listopadu 1942 zde nacisté zastřelili 1 536 vězňů z židovského ghetta. Dne 14. prosince 2000 Svislač přijala status města.

## Demografie
- 19. století: 1816 — 614 obyv.; 1830 — 646 mužů, z nichž bylo 5 šlechticů, 1 v duchovním stavu, 425 Židů měšťanů, 211 křesťanských měšťanů a Slovanů; 1833 — 1 256 obyv.; 1897 — 3 099 obyv.
- 20. století: 1914 — 6 460 obyv.; 1977 — 5,3 tis. obyv.; 1999 — 7,8 tis. obyv.
- 21. století: 2006 — 7,4 tis. obyv.; 2007 — 7,4 tis. obyv.; 2009 — 6 886 obyv. (sčítání lidu)

## Pamětihodnosti
- Budova gymnázia (1802—1803)
- Zemědělská usedlost (19. — 20. století)
- Historické budovy (konec 19. — 1. polovina 20. století, fragmenty)
- Židovský hřbitov
- Park při bývalém panství Tyszkiewiczů (18. století)
- Synagoga (19. — 20. století)
- Kostel Povýšení svatého Kříže (1884)

### Galerie

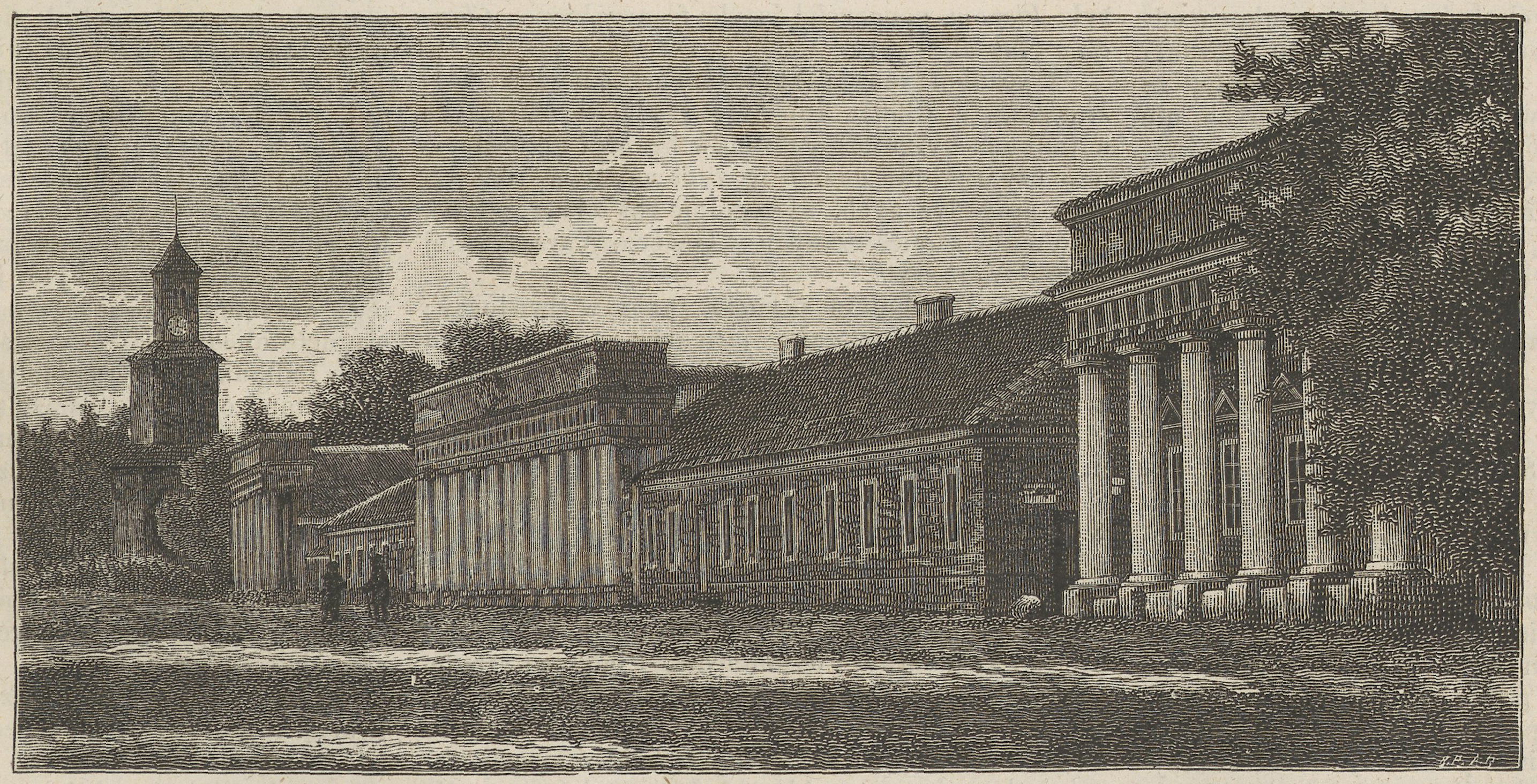
Svislacké gymnázium (1880)
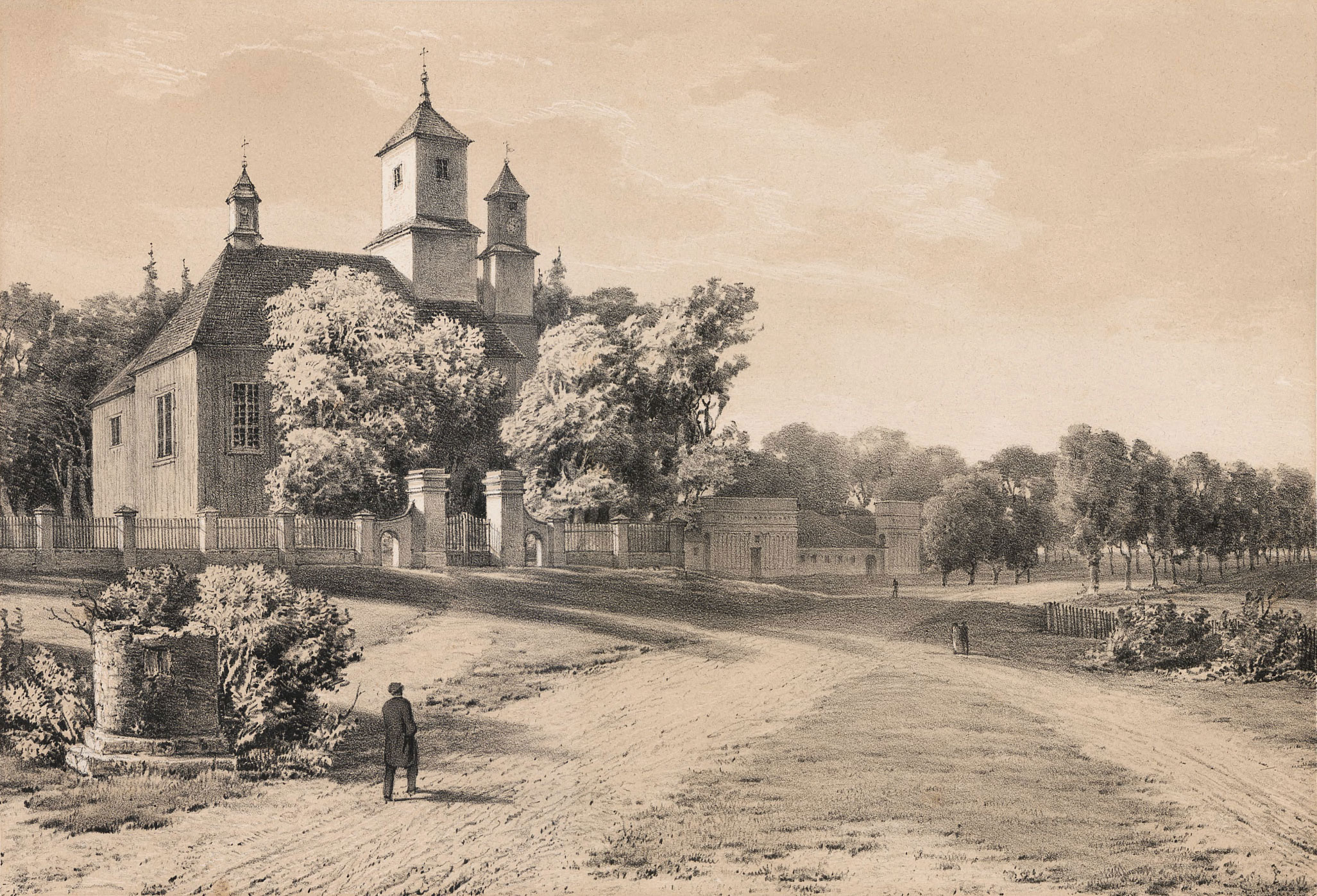
V centrum města (Napoleon Orda, 1875)
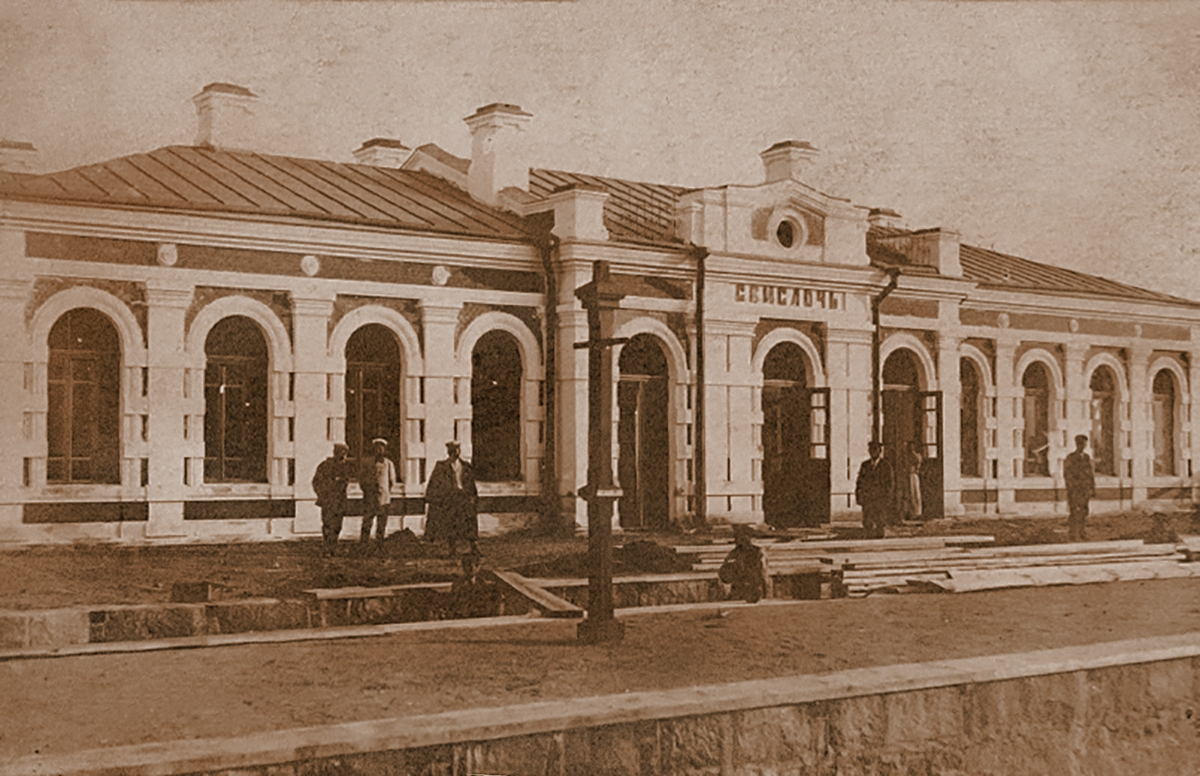
Železniční stanice (1906)
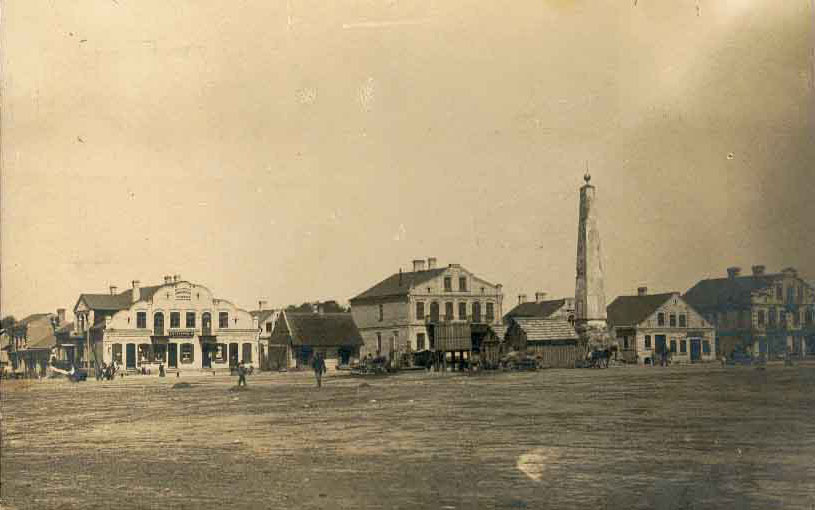
Svislacký trh (20. století)
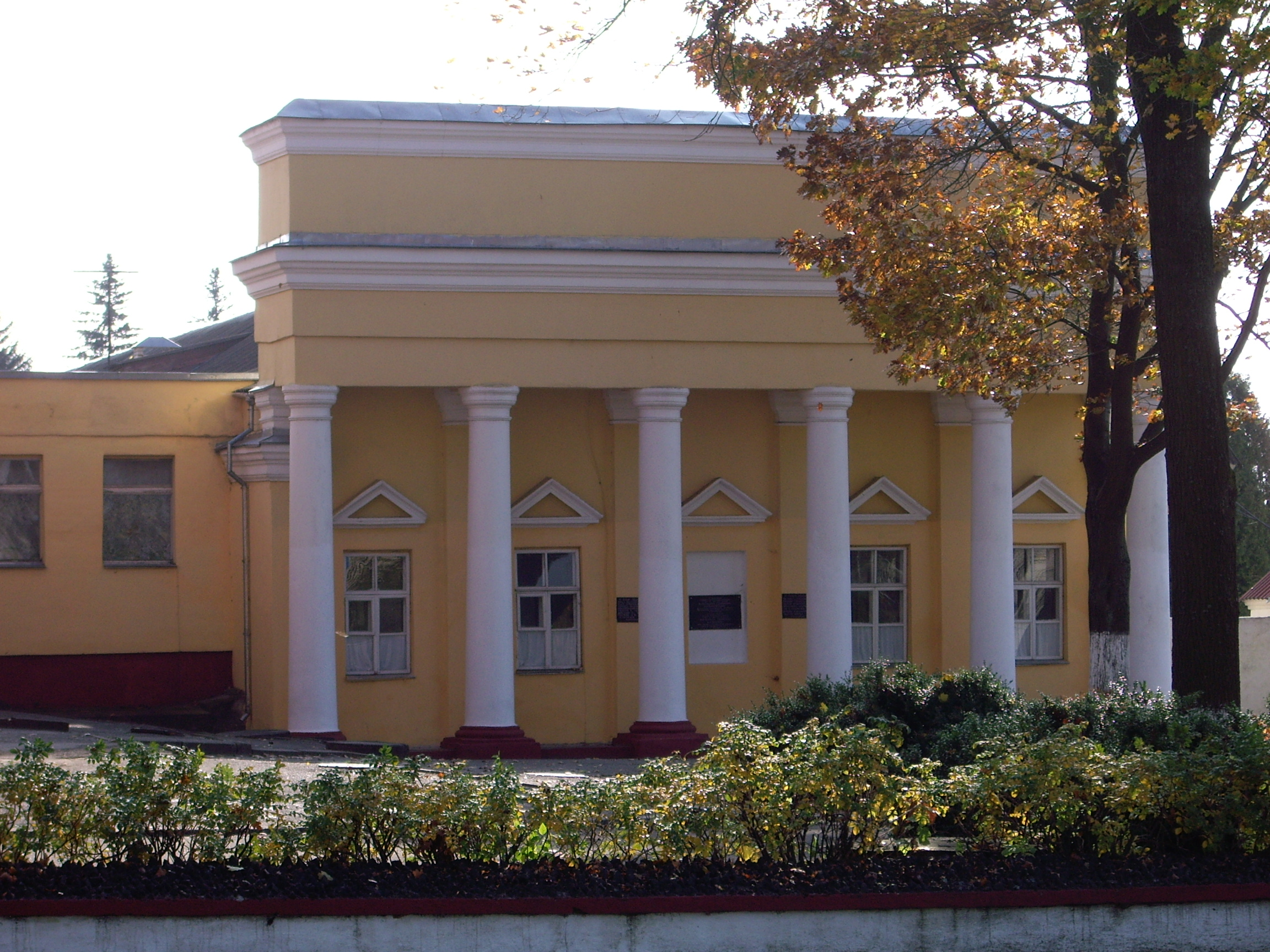
Svislacké gymnázium dnes
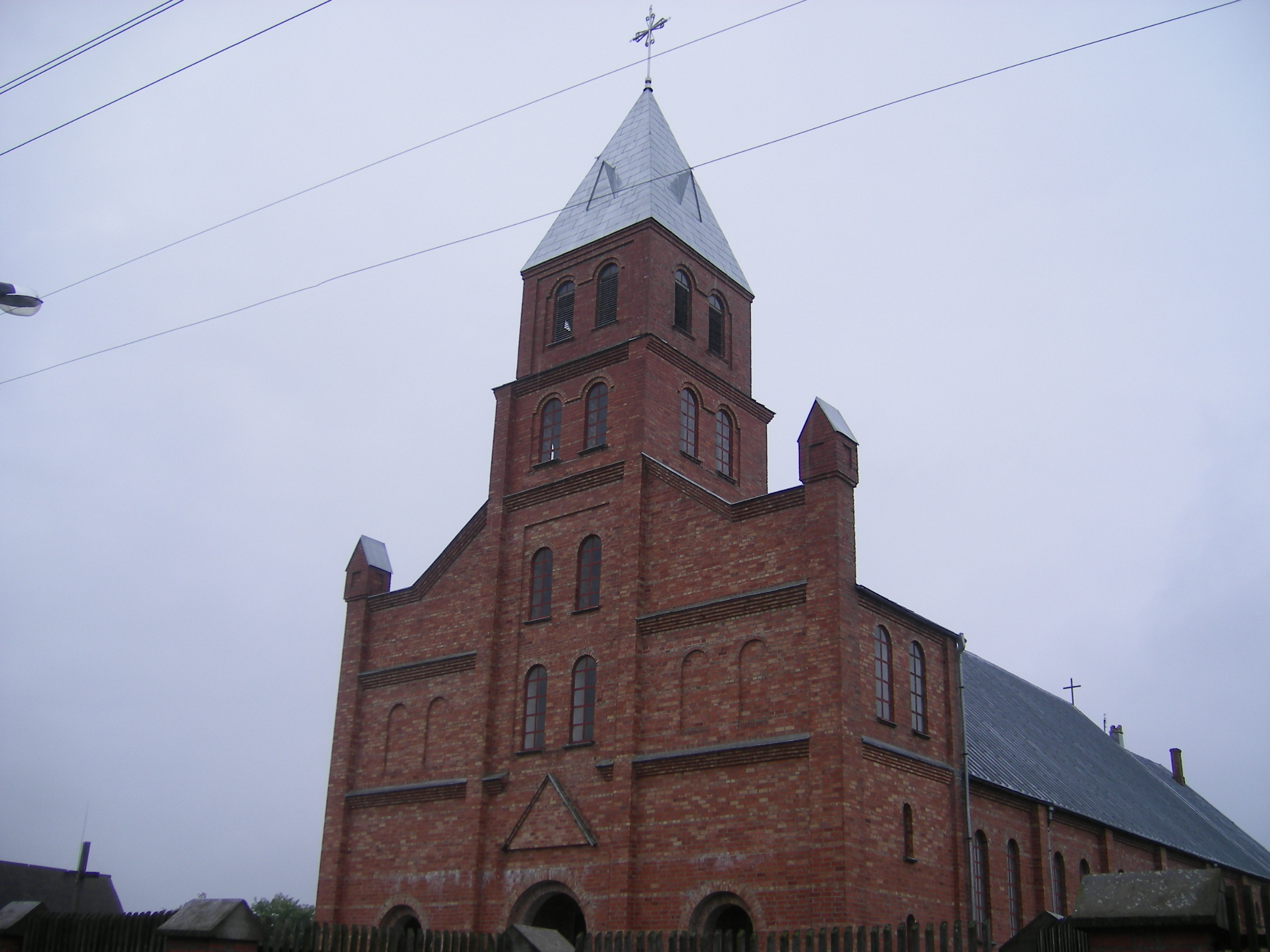
Kateolický kostel ve Svislači
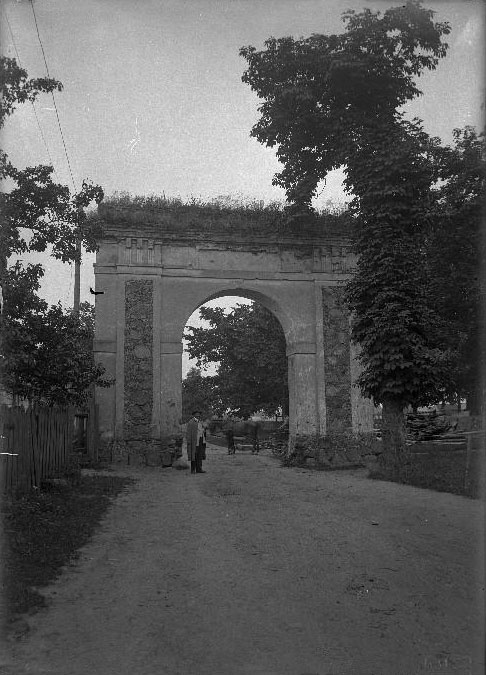
Mětstská brána (1900)